# 沙田鄉事委員會

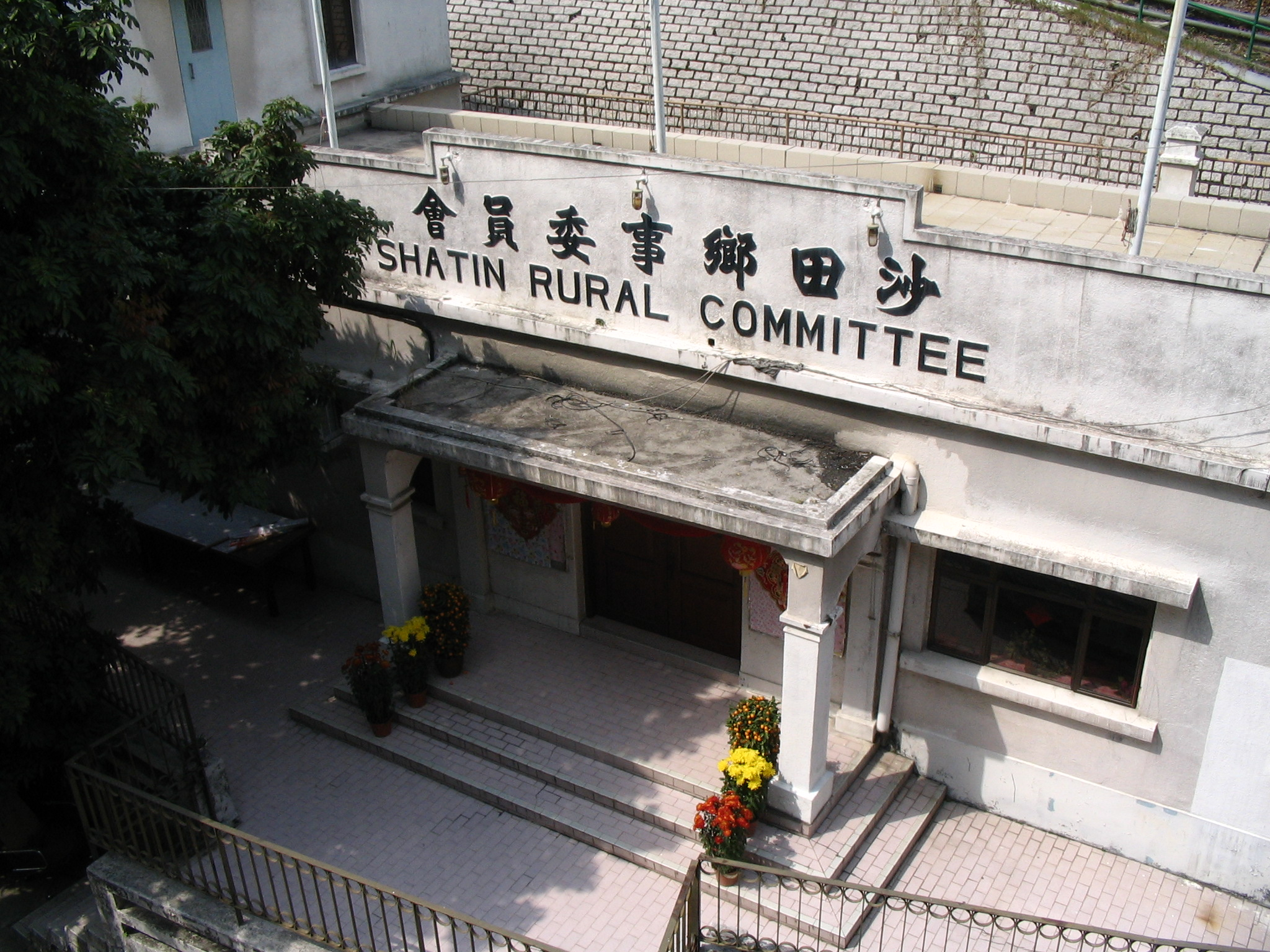
從沙田站（巴士、小巴總站及的士站）旁的天橋望向下面的沙田鄉事委員會舊址

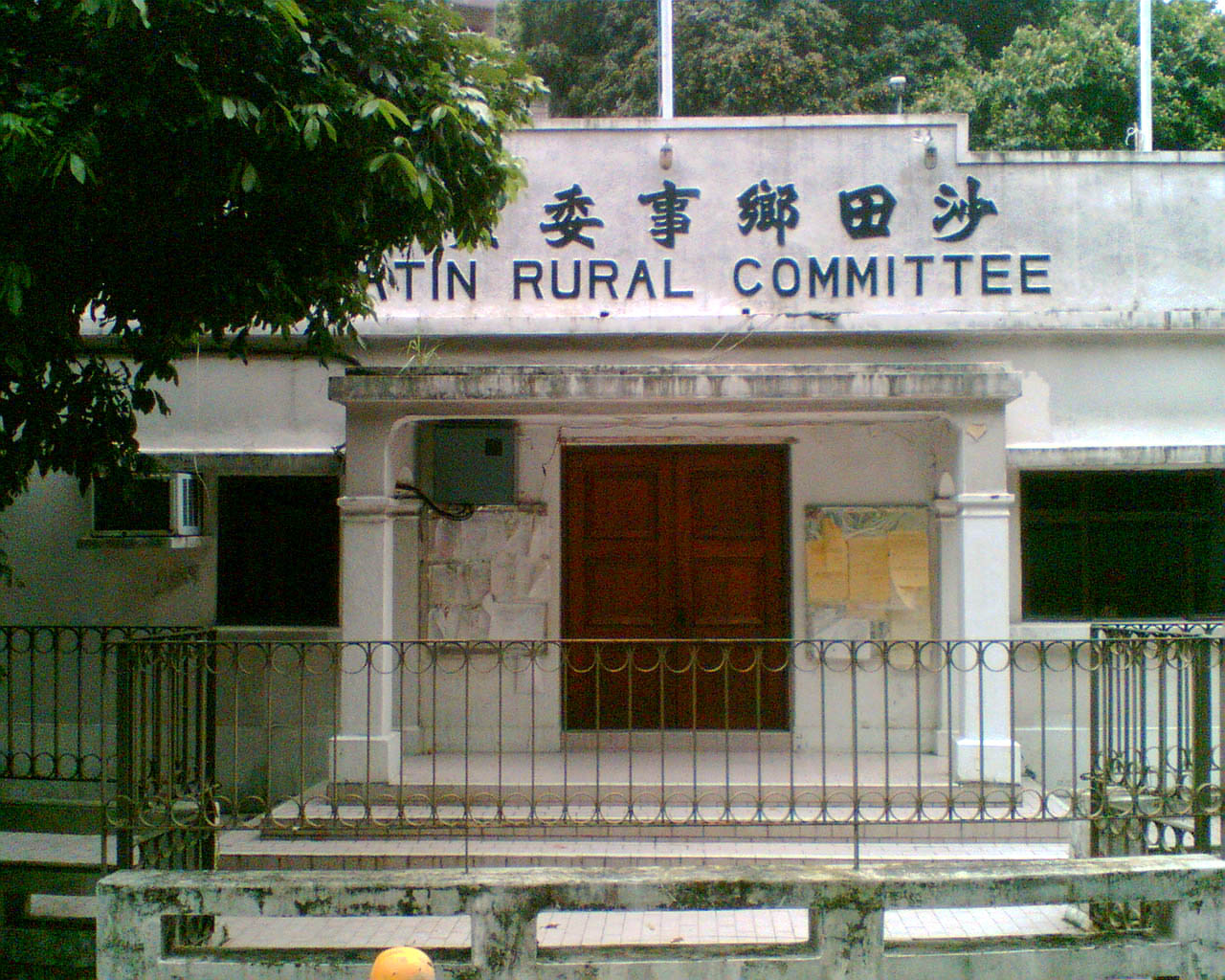
沙田鄉事委員會舊址正門

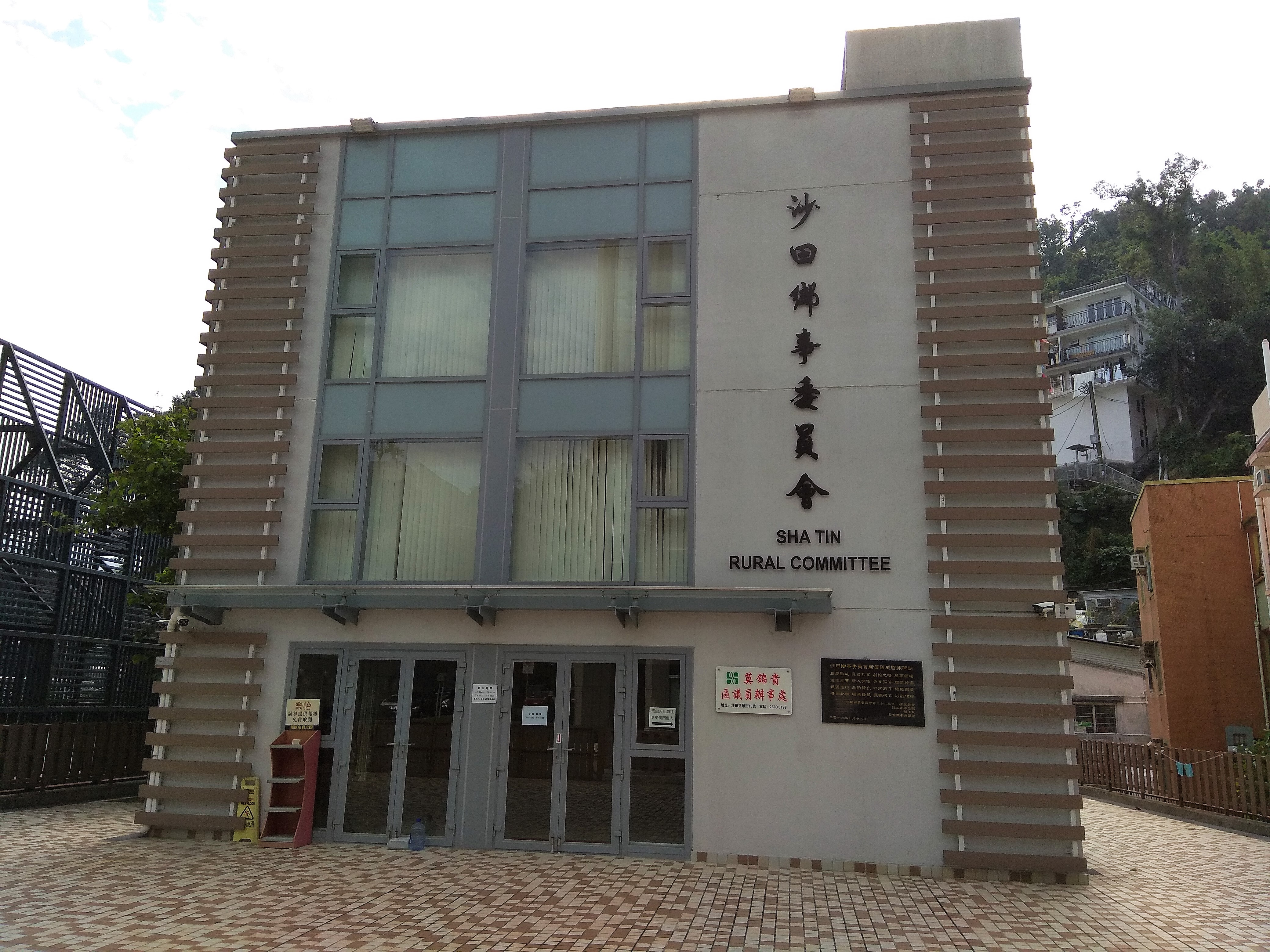
沙田鄉事委員會

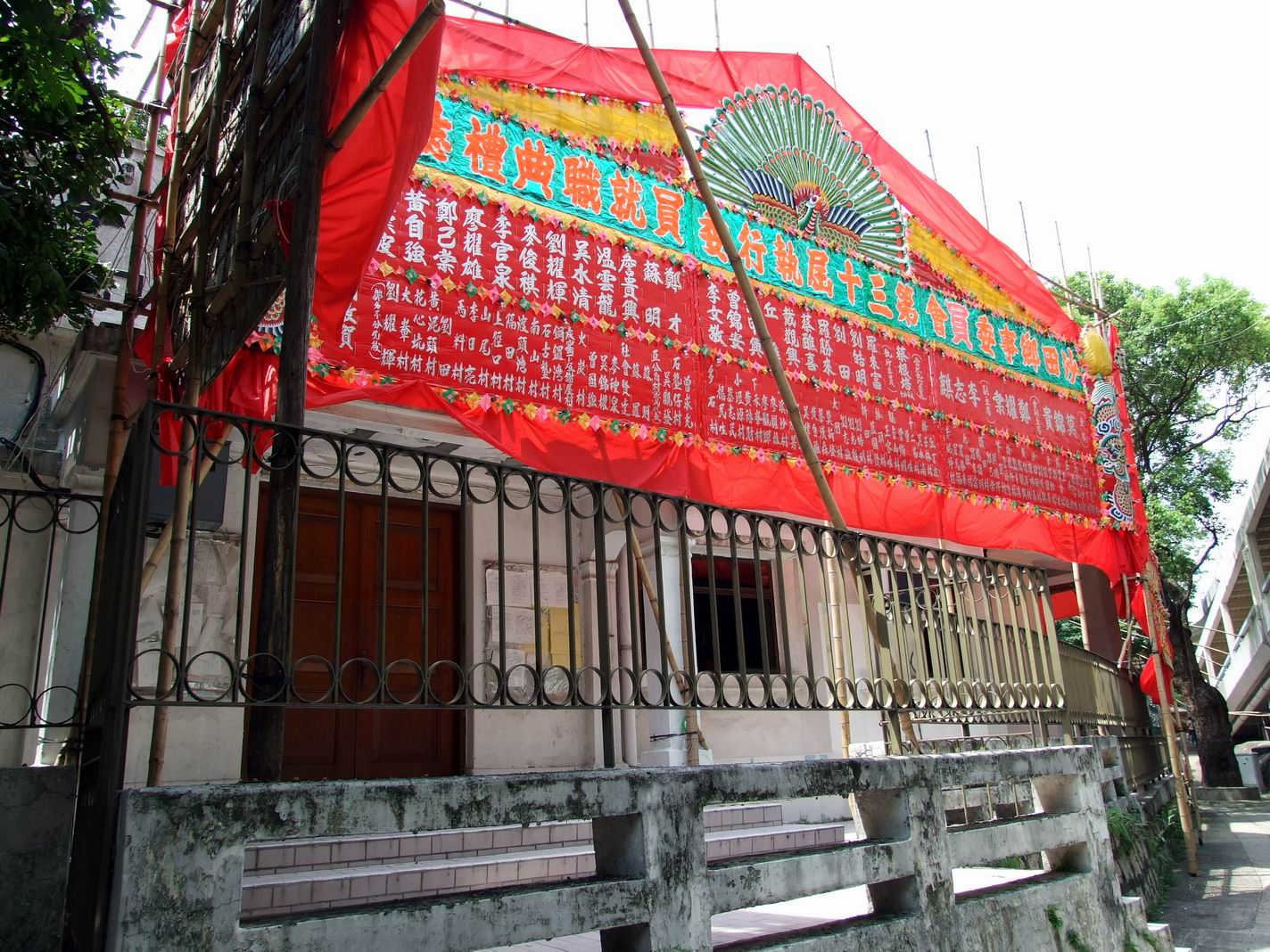
慶祝第三十屆執行委員會的花牌

沙田鄉事委員會是協助香港新界沙田區村民排難解紛、爭取合理權益的鄉事機構，更會協助政府推廣地方事務，並提供意見。沙田鄉事委員會是組成新界鄉議局的二十七個鄉事委員會之一。舊會址位於沙田站旁的排頭村248號。新會址位於排頭街13號。

## 歷史
戰前沙田村民只有「九約」作為鄉事組織，成員多在「車公廟」及之後建成的「曾大屋」內集會；如無特別事故，每年只聚集二、三次，並負責籌辦十年一度的太平清醮。
戰後沙田鄉中父老利用戰時日軍用作「區役所」的樓房（西林寺對面近火車路邊）辦理鄉事，並配給米糧、糖和食油等，協助村民，以解民困。
1946年大埔理民府班絡發動新界各區組織鄉事團體，鼓勵各村選出代表負責鄉事，且應允撥地及撥給半數之建築費資助建築會所。沙田區父老吳健榮、韋兆玲、曾廣仁及劉水秀等積極籌劃，建成沙田鄉公所。
在鄉公所開幕後，隨即由沙田區內四十九村之村代表、九名社會賢達及三名沙田商會代表中選出二十五位委員，從而再互選出正、副主席共三名，吳殿平當選首屆主席。及後之主席分別有吳松熾、吳燦林、劉水秀、吳池、吳燦林而至韋漢良，其中以吳燦林及韋漢良兩位主席任期最長，分別為八年及九年。
鄉公所於1978年易名為鄉事委員會，加上為配合地方行政之實施，主席和各委員之任期於1982年由原來的兩年改為三年，而鄉事會主席更是區議會的當然議員。鄉公所自成立以還，除協助村民排難解紛、爭取合理權益外，更協助政府推廣地方事務，並提供寶貴意見以期令村民以至全區受惠，而沙田新市鎮之不斷發展和繁榮，沙田鄉事會亦作出了一定之貢獻。

### 歷屆主席及副主席名單
| 屆數       | 任期                    | 主席                              | 首副主席           | 副主席             |
| ---------- | ----------------------- | --------------------------------- | ------------------ | ------------------ |
| 第一屆     | 1945-1946年             | 吳殿平                            | 鍾偉平             | --                 |
| 第二屆     | 1946-1947年             | 吳殿平                            | 鍾偉平             | --                 |
| 第三屆     | 1947-1948年             | 吳殿平                            | 鍾偉平             | --                 |
| 第四屆     | 1948-1949年             | 吳殿平                            | 鍾偉平             | --                 |
| 第五屆     | 1949-1950年             | 吳殿平                            | 鍾偉平             | --                 |
| 第六屆     | 1950-1951年             | 吳殿平                            | 鍾偉平             | --                 |
| 第七屆     | 1951-1952年             | 吳殿平                            | 鍾偉平             | --                 |
| 第八屆     | 1952-1953年             | 吳殿平                            | 鍾偉平             | --                 |
| 第九屆     | 1953-1954年             | 吳殿平                            | 鍾偉平             | --                 |
| 第十屆     | 1954-1956年             | 吳松熾                            | 曾廣仁             | 韋兆玲             |
| 第十一屆   | 1956-1958年             | 吳松熾                            | 曾廣仁             | 韋兆玲             |
| 第十二屆   | 1958-1960年             | 吳松熾                            | 劉水秀             | 韋兆玲             |
| 第十三屆   | 1960-1962年             | 吳松熾                            | 劉水秀             | 韋兆玲             |
| 第十四屆   | 1962-1964年             | 吳燦林                            | 劉炳華             | 藍信源             |
| 第十五屆   | 1964-1966年             | 劉水秀                            | 吳池               | 吳燦林             |
| 第十六屆   | 1966-1968年             | 吳池                              | 鄭來興             | 何伯雄             |
| 第十七屆   | 1968-1970年             | 吳池                              | 鄭來興             | 何伯雄             |
| 第十八屆   | 1970-1972年             | 吳燦林                            | 洪勝               | 劉炳華             |
| 第十九屆   | 1972-1974年             | 吳燦林                            | 藍炳生（排頭村）   | 韋漢良             |
| 第二十屆   | 1974-1976年             | 吳燦林                            | 藍炳生（排頭村）   | 曾德馨             |
| 第二十一屆 | 1976-1979年             | 韋漢良                            | 洪勝               | 劉漢傑             |
| 第二十二屆 | 1979-1982年             | 韋漢良                            | 劉漢傑             | 洪勝               |
| 第二十三屆 | 1982-1985年             | 韋漢良                            | 劉漢傑             | 洪勝               |
| 第二十四屆 | 1985-1988年             | 劉漢傑                            | 蔡根培             | 廖明               |
| 第二十五屆 | 1988-1991年             | 劉漢傑                            | 蔡根培             | 蔡桂生             |
| 第二十六屆 | 1991-1994年             | 劉漢傑                            | 蔡根培             | 藍國賢（排頭村）   |
| 第二十七屆 | 1994-1998年             | 藍國賢（排頭村）                  | 劉民生             | 莫錦貴（大圍村）   |
| 第二十八屆 | 1998-2001年 2001-2003年 | 藍國賢（排頭村） 藍玉棠（排頭村） | 劉民志（大南寮）   | 梁國輝             |
| 第二十九屆 | 2003-2007年             | 莫錦貴（大圍村）                  | 鄭耀棠（火炭）     | 李志麒（牛皮沙村） |
| 第三十屆   | 2007-2011年             | 莫錦貴（大圍村）                  | 鄭耀棠（火炭）     | 李志麒（牛皮沙村） |
| 第三十一屆 | 2011-2015年             | 莫錦貴（大圍村）                  | 鄭耀棠（火炭）     | 李志麒（牛皮沙村） |
| 第三十二屆 | 2015-2019年             | 莫錦貴（大圍村）                  | 李志麒（牛皮沙村） | 張子賢             |
| 第三十三屆 | 2019-2023年             | 莫錦貴（大圍村）                  | 李志麒（牛皮沙村） | 張子賢             |
| 第三十四屆 | 2023-2027年             | 莫錦貴（大圍村）                  | 李志麒（牛皮沙村） | 張子賢             |